# Tulip Computers (wielerploeg)

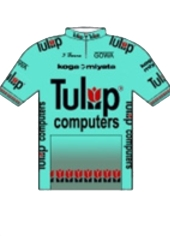
Tenue van Tulip Computers in 1991

Tulip Computers was een Belgische wielerploeg die tussen 1990 en 1992 drie seizoenen in het profpeloton heeft rondgereden. Hoofdsponsor was het Nederlandse computerbedrijf Tulip Computers.

## Geschiedenis
De ploeg bestond drie seizoenen na het uiteenvallen van de AD Renting-ploeg van José De Cauwer aan het einde van het seizoen 1989 – omwille van financiële redenen – ondanks de eindzege in de Ronde van Frankrijk 1989 met Greg LeMond. De Cauwer, Dirk Wayenberg en Willy Jossart werden de vaste ploegleiders bij Tulip Computers.
Geldschieter was de Noord-Brabander Ludo Voeten. De ploeg begon als IOC, vanaf maart 1990 kwam Tulip Computers erbij als nieuwe hoofdsponsor. Waarna men in april 1990 doorging als Tulip-IOC-Hofnar toen ook de laatste in de ploeg investeerde. De belangrijkste renners tijdens het eerste seizoen van Tulip waren de Nederlander Johan van der Velde (van april tot juni) en de Belgen Frank Hoste (tot juli), Fons De Wolf, Ronny Van Holen en veldrijder Roland Liboton die bijna allemaal bij AD Renting hadden gereden doch die lang niet meer bij de jongste renners van het profpeloton hoorden. Libotons carrière liep zo goed als ten einde; hij won slechts de veldrit van Essen. De Belg Jim Van De Laer, destijds een beloftevolle renner, zou van 1990 tot 1992 bij Tulip Computers rijden.
Tulip moest wachten op succes in de grote koersen. In 1991 vond Tulip daarin al wat meer eer. Verrassend was de winst van de Belg Johnny Dauwe in de semi-klassieker Kuurne-Brussel-Kuurne. In 1991 trok Tulip ook de broers Adrie en Jacques van der Poel aan, waarbij de ploeg de kaart van het veldrijden bleef trekken. Baanwielrenner Peter Pieters reed in 1991 en 1992 eveneens bij Tulip. De Australiër Allan Peiper, voormalig renner van Peugeot en Panasonic, kwam voor de ploeg rijden. Ook haalde men enkele Scandinaviërs aan boord, onder wie de Deen Brian Holm. Adrie van der Poel werd Nederlands kampioen veldrijden én won de lastige veldrit van Asper-Gavere. De ploeg raapte prijzen op in etappekoersen. De Nederlander Michel Zanoli won een etappe tijdens de eerste week van de Ronde van Spanje. Bovendien won de 26-jarige Belgische klimmer Luc Roosen de Ronde van Zwitserland.
1992 werd het laatste seizoen van Tulip. De oogst bleef dat jaar beperkt: enkele belangrijke veldritten gewonnen door Adrie van der Poel – die zijn nationale titel verlengde – alsmede enkele kermiskoersen, zoals tijdens het eerste seizoen 1990.

## Belangrijke wielrenners
- Johnny Dauwe 1991–1992
- Fons De Wolf 1990
- Herman Frison 1992
- Brian Holm 1992
- Frank Hoste 1990
- Roland Liboton 1990–1991
- Allan Peiper 1991–1992
- Peter Pieters 1991–1992
- Luc Roosen 1991–1992
- Jim Van De Laer 1990–1992
- Adrie van der Poel 1991–1992
- Jacques van der Poel 1991–1992
- Johan van der Velde 1990
- Ronny Van Holen 1990–1992
- Michel Zanoli 1991

## Belangrijkste overwinningen
1990
- Brits kampioenschap wielrennen op de weg: Colin Sturgess

1991
- Kuurne-Brussel-Kuurne: Johnny Dauwe
- 2e etappe Ronde van Zwitserland: Luc Roosen
- Eindklassement Ronde van Zwitserland: Luc Roosen
- 2e etappe deel A Ronde van Spanje: Michel Zanoli

Belgische wielerploeg Tulip Computers: 1990–1992
Bar (tot 14/09) ·
De Backer ·
De Wolf ·
Dorgelo ·
Hoste (tot 31/07) ·
Huyghe · 
Jentzsch ·
Kools · 
Larsen (tot 15/07) ·
Liboton ·
Martens ·
Namtvedt ·
Onclin ·
Parkin ·
Schoovaerts ·
Sturgess ·
Theakston ·
Van De Laer · 
van der Velde (tot 30/06) ·
Van Holen ·
Van Vooren ·
Vancraeynest
Cooman ·
Dauwe ·
Desmet ·
Hauer (tot 15/06) ·
Jentzsch ·
Kools · 
Liboton ·
Onclin ·
Parkin ·
Patry ·
Peiper ·
Pieters ·
Remels ·
Rogiers ·
Roosen ·
Sturgess ·
Van De Laer · 
A. van der Poel ·
J. van der Poel ·
Van Holen ·
Van Leeuwe ·
Van Vooren ·
Zanoli
Cooman ·
Dauwe (tot 05/06) ·
Desmet ·
Frison ·
Holm ·
Jentzsch ·
Kools · 
Lilholt ·
Lodge ·
Meijs ·
Patry ·
Peiper ·
Pieters ·
Rogiers ·
Roosen ·
Sels ·
Van De Laer · 
A. van der Poel ·
J. van der Poel ·
Van Holen ·
Van Leeuwe ·

De Meester (stagiair)